# Фридрих I Барбароса
Вижте пояснителната страница за други личности с името Барбароса.
Фридрих I, наречен Барбароса (червената брада) (на немски: Friedrich I Barbarossa), е херцог на Швабия от 1147 до 1152 г. (като Фридрих III), римски крал от 1152 до 1190 г. и император на Свещената римска империя от 1155 до 1190 Г.

## Произход и ранни години
Произхожда от династията Хоенщауфен. Баща му е херцог Фридрих II Швабски (1090 – 1147), майка му Юдит (1103 – 1131) e дъщеря на херцог Хайнрих IX Баварски от фамилията Велфи и Вулфхилда Саксонска, дъщеря на последния херцог на Саксония Магнус от род Билунги и на София Унгарска.
От 1147 до 1149 г. Фридрих участва в кръстоносния поход на чичо му крал Конрад III.

## Управление

### Римски крал
На 9 март 1152 г. е коронован в Аахенската катедрала за римско-германски крал от архиепископа на Кьолн Арнолд II.
Фридрих I Барбароса се опитва да укрепи кралската власт в границите на империята си, а извън Германия се стреми да завладее ломбардските градове и да им наложи данъци.

### Император
На 18 юни 1155 г. Барбароса е коронован за император в църквата Св. Петър от папа Адриан IV.
През 1156 г. сключва договор с Хайнрих Лъв, според който Хайнрих Лъв получава феодални владения в Централна Италия, както и Херцогство Бавария, което прибавя към Херцогство Саксония. За сметка на това Маркграфство Австрия е отдадено на рода Бабенберг. Договорът е породен от стремежа на Фридрих I Барбароса към траен мир.
Барбароса предприема пет военни похода срещу Италия и разорява Милано през 1162 г. Загубва обаче битката при Леняно и е принуден да признае привилегиите на Ломбардската лига.
В годините на неговото управление Свещената римска империя достига най-големия си разцвет.

### Трети кръстоносен поход
През 1189 г. взима участие в Третия кръстоносен поход, като повежда армията си към Константинопол. По време на преминаването през византийска територия Фридрих преговаря с пратеници на братята Асен и Петър, които му предлагат армия от 40 000 българи и кумани, ако гарантира освобождението на България от Византия. Императорът не се съгласява, но последвалият конфликт между него и византийския император Исак II Ангел, има значение за объркването и отслабването на Константинопол, подпомогнало и победата на Въстанието на Асен и Петър, освободило България от Византийско владичество.
През март 1190 г. войските на Фридрих I преминават Босфора и се отправят през Киликия в Мала Азия към Светите земи. Но на 10 юни при преминаването през река Салеф в Лидия, конят на императора е отнесен от буйните води и той се удавя.

## Легенди
Фридрих Барбароса остава да живее в паметта на германските народи, тъй като се превръща в герой на многобройни легенди и поверия, прославящи храбростта, силата и безсмъртието му.
Съгласно едната легенда, императорът не е умрял, а спи в пещера под планината, за да се върне в някой момент. Неговата дълга брада обаче продължава да расте. Според друга легенда, когато Фридрих пътува, оглавявайки войската, го нападат сарацини и го убиват. Телохранителите, за да не се разкрие този позор, разказват на всички, че Фридрих потъва при преминаване през реката (което звучи крайно неубедително, защото той прекрасно може да плува и е със свитата си).

## По-нови споменавания
На нападението срещу Съветския съюз на 22 юни 1941 г. е дадено кодово название Операция Барбароса от Адолф Хитлер в памет на Фридрих I Барбароса.
Фридрих Барбароса е един от основните герои в романа Баудолино на Умберто Еко.

## Бракове и деца
Първи брак: през 1147 година с Аделхайд фон Фобург (1128—след 1187), дъщеря на маркграф Диполд III фон Фобург († 1146); бракът е анулиран през март 1153 г.
Втори брак: на 17 юни 1156 г. във Вюрцбург с Беатрис Бургундска (1140 – 1184), единствената дъщеря на граф Райналд III от Бургундия († 1148) (от Иврейска династия). Те имат децата:
- Беатрис (* 1160/1162, † 1174)
- Фридрих V (* 16 юли 1164, † 1168/1170), 1167 херцог на Швабия
- Хайнрих VI (* 1165, † 1197), немски крал и император, крал на Сицилия, ∞ Констанс Сицилианска (* 1154, † 1198)
- Конрад (* 1167, † 1191 при Акон), като Фридрих VI херцог на Швабия
- Гизела (* 1168, † 1184)
- Ото I (* 1170, † 1200), пфалцграф на Бургундия, ∞ Маргарета († 1230), пфалцграфиня на Бургундия, графиня на Блоа
- Конрад II (* 1172, † 1196), херцог на Швабия
- Райналд (* 1173; † като дете)
- Вилхелм (* 1176; † като дете)
- Филип Швабски (* 1177, † 1208), херцог на Швабия, немски крал, ∞ 1197 Ирина Ангелина
- Агнес (* 1178/1179, † 1184)